# Marco Hertenstein
Marco Hertenstein (* 1975 in Lahr/Schwarzwald) ist ein deutscher Komponist und Hochschullehrer.

## Leben und Werk
Sein Kompositionsstudium bei Enjott Schneider an der Hochschule für Musik und Theater München schloss er 2003 ab. Seitdem lebt er als freischaffender Komponist in München. Im Auftrag der Internationalen Bach-Akademie Stuttgart komponierte er Partita Nova für die Geigerin Julia Fischer. Der Bratschist Nils Mönkemeyer beauftragte ihn mit Luce morenda, das er auch auf CD einspielte.
Für das Kafka-Borges-Festival Prag komponierte er 2004 Großer Lärm nach Franz Kafka. Seine Kinderoper Die verlorenen Gedanken wurde 2008 am Stadttheater Kaufbeuren uraufgeführt sowie 2009 am Staatstheater am Gärtnerplatz nachgespielt. Nach Patrick Süskinds Das Parfum entstand L’odeur de l’assassin, das durch den Widmungsträger Nils Mönkemeyer im Pariser Auditorium du Louvre uraufgeführt wurde.
Das Collegium Bratananium unter der Leitung von Johannes X. Schachtner beauftragte ihn 2011 mit dem Chorwerk So gehst Du nun (Text von Georg Christian Schemelli). Für den 70. Geburtstag der Münchner Symphoniker und die Hip-Hop-Band Einshoch6 arrangierte Hertenstein die Musik, welche von beiden Ensembles gemeinsam auch auf CD eingespielt wurde. 2016 interpretierten die Flötisten James Galway und Philipp Jundt die Uraufführung von Hertensteins Konzerts für zwei Flöten und Streichorchester Shades of Love Musik im Rahmen des Gonjiam Music Festivals in Seoul.
Hertenstein trat zudem als Komponist für Film und Fernsehen in Erscheinung, wofür er unter anderem 2006 mit dem Rolf-Hans Müller Preis für Filmmusik des SWR anlässlich des Fernsehfilm-Festival Baden-Baden ausgezeichnet wurde.
Er unterrichtete am Departement Kunstwissenschaften der Ludwig-Maximilians-Universität München und ist Lehrbeauftragter für die Geschichte der Filmmusik an der Hochschule für Musik und Theater in München.

## Werke (Auswahl)

### Bühnenwerke
- Das Leben ein Traum (2004), Sprechoper nach Pedro Calderón de la Barca für vier Percussionisten, Violine und Zuspielung; Uraufführung (2004): Allerheiligen-Hofkirche, München, Regie: Vera Nolte
- Dawn (2006), Ballett für das Ensemble des Staatstheaters am Gärtnerplatz München
- Die verlorenen Gedanken (2008), Kinderoper; Uraufführung (2008/09): Stadttheater Kaufbeuren und Staatstheater am Gärtnerplatz München

### Orchesterwerke
- Konzert für Flöte und Orchester (2002); Uraufführung (2002): Solist: Philipp Jundt, Orchester der Hochschule für Musik und Theater in München, Dirigent: Volker Hiemeyer
- Konzert für Violine und Orchester (2003); Uraufführung (2003): Solist: Rudens Turku, Orchester der Hochschule für Musik und Theater in München, Dirigent: Volker Hiemeyer
- Großer Lärm (2004) für Mezzosopran und Streichorchester und Harfe nach einer autobiographischen Prosaskizze von Franz Kafka; Uraufführung (2004): Kafka-Borges Festival, Prag, Tschechische Republik (2004)
- Konzert für Bassposaune und Blasorchester (2006); Uraufführung (2006): Stadtcasino Basel, Schweiz (2006), Solist: Dani Vesel, Stadtmusik Basel, Dirigent: Philipp Wagner
- Das Tor zur Fabelwelt (2010), Musikalisches Märchen nach Texten von Leonie Swann; Uraufführung (2010): Stadthalle Tuttlingen, Solisten: Lucia Huang und Sebastian Euler (Duo d’Accord), Württembergische Philharmonie Reutlingen, Dirigent: Leo Siberski
- Shades of Love (2016), Konzert für 2 Flöten und Streichorchester; Uraufführung (2016): Gonjiam Music Festival, Seoul Arts Center Seoul, Südkorea, Solisten: Sir James Galway und Philipp Jundt, Flöten, Korean Chamber Orchestra, Dirigent: Marco Hertenstein

### Chorwerke
- So gehst du nun (2011) für 8 stimmigen Chor nach Georg Christian Schemelli; Uraufführung (2011): Collegium Bratananium, Leitung: Johannes X. Schachtner

### Kammermusik
- Partita Nuova (2004) für Geige Solo und Zuspielung; Uraufführung (2005): Stiftskirche Stuttgart, Auftragswerk der Internationalen Bach-Akademie Stuttgart, Interpretin: Julia Fischer
- Luce Morenda (2013) für Viola Solo; CD-Produktion (2013): Nils Mönkemeyer, Bach und mehr, Sony 2013
- Agnetes Traum (2015) für Flöte und Klavier, Metamorphose nach Friedrich Kuhlaus Ballettmusik aus der Oper „Elfenhügel“; Uraufführung (2015): Ohji Hall, Tokyo, Japan (2015). Interpreten: Philipp Jundt, Flöte, Miyuki Washimiya, Klavier
- Großstadt-Lieder (2016), Liederzyklus mit Gedichten von Masche Kaléko und Kurt Tucholsky für Sopran und Ensemble; Uraufführung (2016): Bayerische Versicherungskammer, München

## Auszeichnungen
- 2004: Franz-Grothe-Nachwuchspreis für Filmmusik[8]
- 2006: Rolf-Hans Müller Preis für Filmmusik[6]